# Protestes de Còrsega de 2015
Les protestes de Còrsega de 2015 foren una sèrie de marxes de nacionalistes corsos que van començar el 25 de desembre a Ajaccio, capital de Còrsega. Durant les manifestacions inicials, es va incendiar una sala d'oracions islàmica i es van cremar diversos Alcorans. Es van organitzar més protestes després de la marxa inicial malgrat una prohibició de protestes per part del govern fins al 4 de gener de 2016. Els protestants deien actuar en revenja per un incident que havia ocorregut el dia anterior, quan bombers i policies foren agredits al barri de Jardins de l'Empereur; tanmateix, els observadors externs van considerar que els aldarulls eren anti-àrabs i islamofòbics. Els polítics nacionalistes corsos van dir que la seva opinió no legitimava la xenofòbia, i van culpar el nacionalisme francès de la protesta. L'opinió d'investigadors sobre aquesta afirmació està dividida.